# بونتيكوروني
بونتيكوروني (بالإيطالية: Pontecurone)‏ هي بلدية في مقاطعة ألساندريا في إقليم بييمونتي في إيطاليا.

## السكان
في سنة 1861 بلغ عدد السكان 2٬858 نسمة، وتطور العدد ليصل في سنة 2011 لـ 3٬850 نسمة.
يظهر هذا المخطط البياني تطور النمو السكاني لـ بونتيكوروني